# Scatman Crothers
Benjamin Sherman "Scatman" Crothers (23. maj 1910 i Terre Haute - 22. november 1986 i Van Nuys) var en amerikansk skuespiller, sanger, danser og musiker kendt for sit arbejde som Louie Garbage mand på TV-showet Chico and the Man, og som Dick Hallorann i Stanley Kubrick-filmen The Shining i 1980. Han var også en produktiv tegnefilmdubber, og lagde stemmerne til Meadowlark Lemon i den animerede tv-version af The Harlem Globetrotters, Autoboten Jazz i The Transformers, titelrollen i Hongkong Phooey , og Scat Cat i filmen Aristocats.

## Tidlige liv
Crothers blev født i Terre Haute, Indiana. Han fik navnet Scatman, da han gik til audition på et radioshow i 1932 på den tidligere WSMK (nu WING) i Dayton, Ohio. Direktøren trøde ikke, at hans fornavn var iørefaldende nok, så opdigtede Crothers hurtigt Scat Man, selv om dette talent, scatsang , ville udvikle sig senere. Han fortsatte med at nyde dette talent i hele sin karriere, senere undervise han i scatsang til universitetsstuderende. Senere blev kælenavnet kondenseret til Scatman af Arthur Godfrey. I sin tidlige karriere, han også forbundet med mange Cleveland-baserede handlinger, og spillede ofte på scenen i Ohio.